# Psalmensinfonie
Die Psalmensinfonie (französisch Symphonie de Psaumes, englisch Symphonie of Psalms) von Igor Strawinsky ist eine Sinfonie in drei Sätzen für Chor und Orchester. Das Werk entstand 1930 als Auftragskomposition für das Boston Symphony Orchestra und wurde 1948 vom Komponisten überarbeitet. Jeder Satz ist die Vertonung eines alttestamentlichen Psalms:
1. Ps 39(38),13–14 Vul (Exaudi orationem meam)
2. Ps 40(39),2–4 Vul (Expectans expectavi Dominum)
3. Ps 150 Vul (Alleluja. Laudate Dominum)

Das Orchester ist ungewöhnlich besetzt: Es gibt nur tiefe Streicher (Cello, Kontrabass) neben einer großen Holz- und Blechbläserbesetzung, Schlaginstrumenten und zwei Klavieren, die dem Werk seinen unverwechselbaren Klang verleihen.
Die Aufführungsdauer beträgt insgesamt etwa 23 Minuten. Der erste Satz ist der kürzeste, der zweite beginnt mit einer Holzbläser-Fuge, ein Beispiel für Strawinskys Orientierung an barocken und klassischen Formen im Rahmen des Neoklassizismus. Das Werk hat einen eindringlichen und individuellen Charakter, der auch auf Strawinskis Kenntnisse geistlicher Musik der Orthodoxen Kirche zurückgehen dürfte.